# Andre Clarke

North Carolina Tar Heels

Kizhan Andre Clarke (ur. 16 grudnia 1997) – amerykański, a od 2022 roku niemiecki zapaśnik walczący w stylu wolnym. Zajął 22. miejsce na mistrzostwach świata w 2024. Brązowy medalista mistrzostw Europy w 2024 roku.
Mistrz Niemiec w 2023 roku.
Zawodnik Riverview High School z Riverview, American University i University of North Carolina at Chapel Hill. All-American w NCAA Division I, gdzie zajął drugie miejsce w 2022 roku.